# Brabham BT58
La Brabham BT58 fu una monoposto di Formula 1 realizzata dalla Brabham Racing Organisation per la stagione 1989.

## Descrizione
Progettata da John Baldwin e Segio Rinland in fibra di carbonio e spinta da un motore Judd V8, segnò il ritorno del team britannico nella massima serie motoristica dopo l'assenza del 1988. Guidata da Martin Brundle e Stefano Modena, ottenne come miglior risultato il terzo posto a Monaco con il pilota italiano.
Prese parte anche alle prime due gare della stagione successiva con alla guida Modena e lo svizzero Gregor Foitek, per poi venire sostituita dal modello BT59.